# سبد نان
سبد نان یک نقاشی از سالوادور دالی است که هم‌اکنون در موزه سالوادور دالی در سن پترزبورگ، فلوریدا قرار دارد.
این اثر در سال ۱۹۲۶ کامل شد و یکی از اولین نقاشی‌های نان از سالوادور دالی است.